# Yann Kerninon
Pour les articles homonymes, voir Kerninon.
Yann Kerninon, est un philosophe, écrivain, essayiste, cinéaste et musicien français né le 28 août 1972 à Colmar (Haut-Rhin). Il est le leader du groupe punk Cannibal Penguin.

## Biographie
En mars 2003, Yann Kerninon publie son premier livre, Cahier d’Ubiquité (tome 1) aux Éditions Hermaphrodite. 
En avril 2005 sort Moyens d’accès au monde, sous-titré Manuel de survie pour les temps désertiques. 
En 2007, il publie un petit livre objet en tirage limité consacré aux illusionnistes, En compagnie des enchanteurs de vie chez L'Âne qui butine.

Il sort en 2009 Tentative d'assassinat du bourgeois qui est en moi qui reçoit le Prix du Pamphlet 2009.

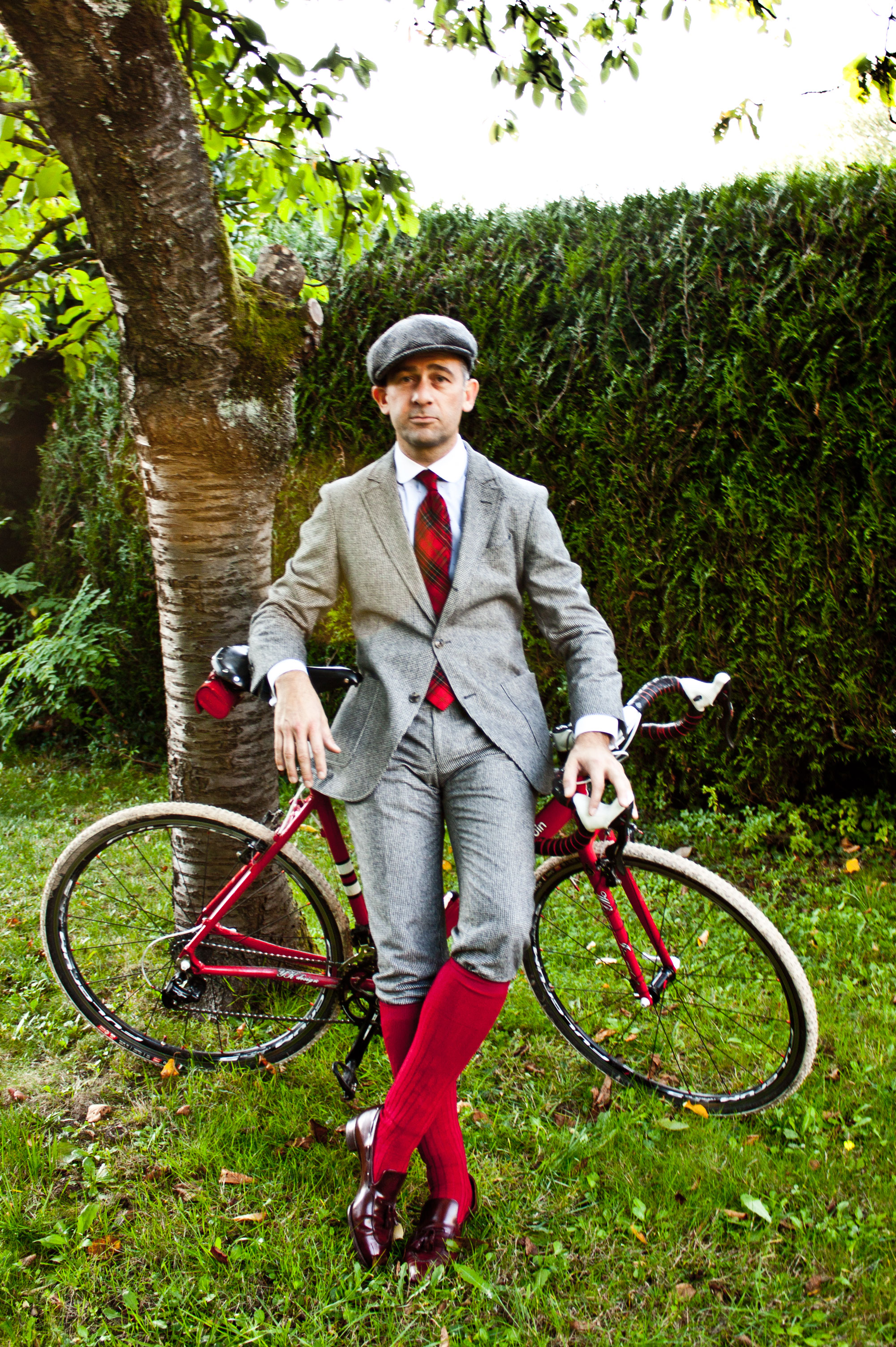

En 2009 et 2014, il est candidat aux élections européennes sur la liste loufoque menée par Gaspard Delanoë, « Pour une Europe de Gibraltar à Jérusalem » et est également le leader d'un groupe de métal parodique, Cannibal Penguin,,. De mars 2016 à février 2017, Philippe Manœuvre propose à Yann Kerninon de tenir dans Rock&Folk une chronique mensuelle intitulée « La chronique du pingouin cannibale ». Jugée trop décalée par la nouvelle rédaction, elle est supprimée dès le départ de Philippe Manœuvre en mars 2017. Yann Kerninon continue toutefois à collaborer ponctuellement au magazine pour des critiques de concerts ou de festivals[réf. nécessaire].
Cycliste, il publie régulièrement une chronique philo dans la revue de vélo "200"

### Pédagogie et formation
En 2007, il participe à la création du programme « Expérience Terrain » de l'ESSEC dont il assure la coordination depuis 2011,.

## Ouvrages
- Tentative d'assassinat du bourgeois qui est en moi - Ed. Libella Maren Sell Éditeurs 2009 -  (ISBN 978-2-35580-019-1)[10] - Prix du Pamphlet 2009[3]
- Cahier d’Ubiquité – tome 1 – Ed. Hermaphrodite 2003 –  (ISBN 2-9519565-0-9)
- Vers une libération amoureuse - Propositions romantiques, érotiques et politiques (Libella Maren Sell-  (ISBN 978-2355800320)[9]
- L’Odyssée du pingouin cannibale - Ed Buchet/Chastel 2016 - ISBN  (ISBN 978-2-283-02812-4)[11],[12]
- Le Manuel du film idiot (avec Sébastien Lecordier - Graphisme de Marek Zielinski) - Ed. Rossolis 2016 -  (ISBN 9782940585021)
- Sauver le monde - Ed. Buchet Chastel, 2019. -  (ISBN 9782283031964)[13]

## Prix et distinctions
- Prix du Pamphlet 2009[14] pour Tentative d'assassinat du bourgeois qui est en moi[3], [15].